# Seattle Seahawks 1987
La stagione 1987 dei Seattle Seahawks è stata la 12° della franchigia nella National Football League. Dopo due stagioni in cui non raggiunsero i playoff, i Seahawks tornarono a qualificarvisi. La stagione 1987 sarebbe stata l'ultima di Kenny Easley a causa di una disfunzione a un rene dovuta a un'overdose di aspirina, costringendolo al ritiro. I Seahawks nel draft supplementare scelsero Brian Bosworth dalla University of Oklahoma, facendogli firmare il più ricco contratto della storia per un rookie nella NFL.

## Scelte nel Draft 1987
| Giro/Scelta | Giocatore       | Ruolo          | College                |
| ----------- | --------------- | -------------- | ---------------------- |
| 1/18        | Tony Woods      | Defensive end  | Pittsburgh             |
| 2/45        | Dave Wyman      | Linebacker     | Stanford               |
| 4/104       | Mark Moore      | Defensive back | Oklahoma State         |
| 5/119       | Tommie Agee     | Running back   | Auburn                 |
| 5/131       | Ruben Rodriguez | Punter         | Arizona                |
| 7/184       | Roland Barbay   | Nose tackle    | LSU                    |
| 7/185       | Derek Tennell   | Tight end      | UCLA                   |
| 8/216       | Sammy Garza     | Quarterback    | UTEP                   |
| 9/243       | M.L. Johnson    | Linebacker     | Hawaii                 |
| 10/270      | Louis Clark     | Wide receiver  | Mississippi State      |
| 11/297      | Darryl Oliver   | Running back   | Miami (FL)             |
| 12/312      | Wes Dove        | Defensive End  | Syracuse               |
| 12/324      | Tony Burse      | Running Back   | Middle Tennessee State |
| Supp.       | Brian Bosworth  | Linebacker     | Oklahoma               |

## Staff
Fonte:

## Calendario

### Stagione regolare
Uno sciopero dei giocatori di 24 giorni accorciò la stagione da 16 a 15 partite. Le gare della terza settimana furono cancellate mentre quelle dalla settimana 4 alla settimana 6 furono giocate con giocatori di riserva. L'85% dei giocatori aderì allo sciopero, ponendo dei dubbi sulla regolarità dei risultati della stagione.
| Turno | Data       | Avversario            | Risultato                                | Stadio                                   | Record                                   | Pubblico                                 |                                          |                                          |                                          |
| 1     | 13/9/1987  | @ Denver Broncos      | S 17-40                                  | Mile High Stadium                        | 0-1                                      | 75.999                                   |                                          |                                          |                                          |
| 2     | 20/9/1987  | Kansas City Chiefs    | V 43-14                                  | Kingdome                                 | 1-1                                      | 61.667                                   |                                          |                                          |                                          |
| 3     | 27/9/1987  | @ San Diego Chargers  | Cancellata per lo sciopero dei giocatori | Cancellata per lo sciopero dei giocatori | Cancellata per lo sciopero dei giocatori | Cancellata per lo sciopero dei giocatori | Cancellata per lo sciopero dei giocatori | Cancellata per lo sciopero dei giocatori | Cancellata per lo sciopero dei giocatori |
| 4     | 4/10/1987  | Miami Dolphins        | V 24-20                                  | Kingdome                                 | 2-1                                      | 19.448                                   |                                          |                                          |                                          |
| 5     | 11/10/1987 | Cincinnati Bengals    | S 10-17                                  | Kingdome                                 | 2-2                                      | 31.739                                   |                                          |                                          |                                          |
| 6     | 18/10/1987 | @ Detroit Lions       | V 37-14                                  | Pontiac Silverdome                       | 3-2                                      | 8.310                                    |                                          |                                          |                                          |
| 7     | 25/10/1987 | @ Los Angeles Raiders | V 35-13                                  | Los Angeles Memorial Coliseum            | 4-2                                      | 52.735                                   |                                          |                                          |                                          |
| 8     | 1/11/1987  | Minnesota Vikings     | 'V 28-17                                 | Kingdome                                 | 5-2                                      | 61.134                                   |                                          |                                          |                                          |
| 9     | 9/11/1987  | @ New York Jets       | S 14-30                                  | The Meadowlands                          | 5-3                                      | 60.452                                   |                                          |                                          |                                          |
| 10    | 15/11/1987 | Green Bay Packers     | V 24-13                                  | Kingdome                                 | 6-3                                      | 60.963                                   |                                          |                                          |                                          |
| 11    | 22/11/1987 | San Diego Chargers    | V 34-3                                   | Kingdome                                 | 7-3                                      | 62.144                                   |                                          |                                          |                                          |
| 12    | 30/11/1987 | Los Angeles Raiders   | S 14-37                                  | Kingdome                                 | 7-4                                      | 62.802                                   |                                          |                                          |                                          |
| 13    | 6/12/1987  | @ Pittsburgh Steelers | S 9-13                                   | Three Rivers Stadium                     | 7-5                                      | 48.881                                   |                                          |                                          |                                          |
| 14    | 13/12/1987 | Denver Broncos        | V 28-21                                  | Kingdome                                 | 8-5                                      | 61.759                                   |                                          |                                          |                                          |
| 15    | 20/12/1987 | @ Chicago Bears       | V 34-21                                  | Soldier Field                            | 9-5                                      | 62.518                                   |                                          |                                          |                                          |
| 16    | 27/12/1987 | @ Kansas City Chiefs  | S 20-41                                  | Arrowhead Stadium                        | 9-6                                      | 20.370                                   |                                          |                                          |                                          |

### Playoff
| Turno    | Data     | Avversario       | Risultato   | Stadio        | Pubblico |
| Wildcard | 3/1/1988 | @ Houston Oilers | S 20-23 DTS | The Astrodome | 49.622   |

## Classifiche
| AFC West            | AFC West | AFC West | AFC West | AFC West | AFC West | AFC West | AFC West | AFC West | AFC West |
|                     | V        | S        | P        | %        | DIV      | CONF     | PF       | PA       | Str.     |
| ------------------- | -------- | -------- | -------- | -------- | -------- | -------- | -------- | -------- | -------- |
| Denver Broncos(1)   | 10       | 4        | 1        | .700     | 7–1      | 8–3      | 379      | 288      | V2       |
| Seattle Seahawks(5) | 9        | 6        | 0        | .600     | 4–3      | 5–6      | 371      | 314      | S1       |
| San Diego Chargers  | 8        | 7        | 0        | .533     | 3–4      | 6–7      | 253      | 317      | S6       |
| Los Angeles Raiders | 5        | 10       | 0        | .333     | 2–6      | 3–8      | 301      | 289      | S3       |
| Kansas City Chiefs  | 4        | 11       | 0        | .267     | 3–5      | 3–9      | 273      | 388      | V1       |

## Leader della squadra
| Leader della squadra   |               |       |
| Categoria              | Giocatore     | N.    |
| Yard passate           | Dave Krieg    | 2.131 |
| Touchdown passati      | Dave Krieg    | 23    |
| Yard corse             | Curt Warner   | 985   |
| Touchdown su corsa     | Curt Warner   | 8     |
| Ricezioni              | Steve Largent | 58    |
| Yard ricevute          | Steve Largent | 912   |
| Touchdown su ricezione | Steve Largent | 8     |
| Sack                   | Jacob Green   | 9,5   |
| Intercetti             | Kenny Easley  | 4     |